# Ferrières-en-Brie
Ferrières-en-Brie is een gemeente in het Franse departement Seine-et-Marne (regio Île-de-France) en telt 1.655 inwoners (1999). De plaats maakt deel uit van het arrondissement Torcy en is een van de 26 gemeenten van de nieuwe stad Marne-la-Vallée.

## Geografie
De oppervlakte van Ferrières-en-Brie bedraagt 6,8 km², de bevolkingsdichtheid is 243,4 inwoners per km².
De onderstaande kaart toont de ligging van Ferrières-en-Brie met de belangrijkste infrastructuur en aangrenzende gemeenten.

## Demografie
Onderstaande figuur toont het verloop van het inwonertal (bron: INSEE-tellingen).

1. ↑  Populations de référence 2022.